# Phleng Sansoen Phra Barami

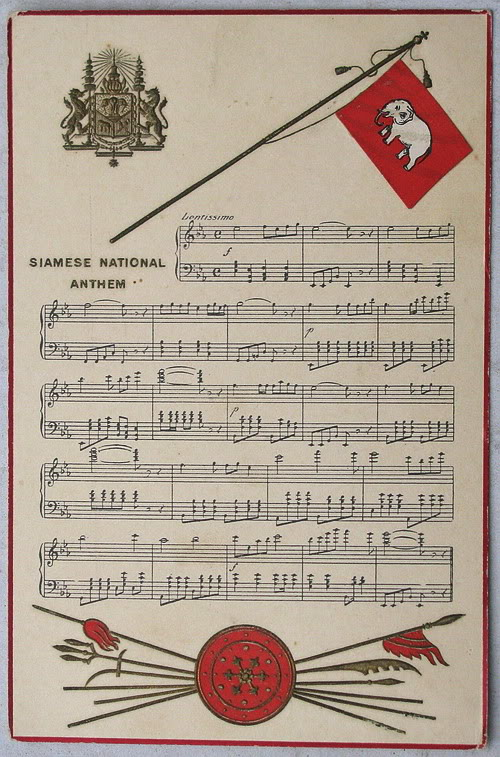

Phleng Sansoen Phra Barami oder Phleng Sanrasoen Phra Barami (beide Varianten sind zulässig und werden in thailändischer Schrift gleich geschrieben: เพลงสรรเสริญพระบารมี, Aussprache: [pʰleːŋ sǎnsɤ̌ːn] oder [sǎnrásɤ̌ːn pʰráʔ baːrámiː], übersetzt etwa: „Hymne zur Lobpreisung des Königs“) ist die Königshymne Thailands. Die Melodie stammt von dem russischen Komponisten Pjotr Andrejewitsch Schtschurowski (Пётр Андреевич Щуровский, 1850–1908). Prinz Narisara Nuwattiwong  schrieb den dazugehörigen Text, der aber um 1913 von König Vajiravudh (Rama VI.) überarbeitet wurde. Phleng Sansoen Phra Barami diente bis zum Ende der absoluten Monarchie 1932 auch als Nationalhymne von Siam, wurde aber dann von Phleng Chat, der heutigen Nationalhymne Thailands, ersetzt.
| Thai                | Umschrift (RTGS)              |
| ข้าวรพุทธเจ้า          | Kha wora Phutthachao          |
| เอามโนและศิรกราน     | Ao mano lae sira kran         |
| นบพระภูมิบาล บุญญะดิเรก | Nop phra phummiban bunyadirek |
| เอกบรมจักริน          | Ek borommachakkrin            |
| พระสยามินทร์          | Phra sayamin                  |
| พระยศยิ่งยง           | Phra yotsa ying yong          |
| เย็นศิระเพราะพระบริบาล | Yen sira phro phra boriban    |
| ผลพระคุณ ธ รักษา      | Phon phra khun tha raksa      |
| ปวงประชาเป็นศุขสานต์   | Puang phracha pen sukkhasan   |
| ขอบันดาล             | Kho bandan                    |
| ธ ประสงค์ใด          | Tha prasong dai               |
| จงสฤษดิ์              | Chong sarit                   |
| ดังหวังวรหฤทัย         | Dang wang wara haruethai      |
| ดุจจะถวายชัย ชโย!     | Dut cha thawai chai chayo     |

Der Text ist in einem sehr hohen Sprachregister, dem rachasap („Königssprache“), verfasst. Das verwendete Vokabular besteht größtenteils aus Fremd- und Lehnwörtern aus dem Pali. Eine wörtliche Übersetzung ist daher praktisch unmöglich. Das folgende ist lediglich eine ungefähre Wiedergabe:
Ich, Diener Seiner Majestät, lege ihm mein Herz und Körper zu Füßen

um ihm Respekt zu erweisen und zu lobpreisen

den Beschützer des Landes,

die große Chakri-Dynastie,

den mächtigen und prächtigen Führer des siamesischen Volkes,

das Volk in Frieden und Zufriedenheit

durch seine unermüdliche Führung.

Bitte, dass was immer sein Belieben,

mag zu seiner Ehre geschehen.
Die Königshymne wird in Thailand gespielt, wenn ein Mitglied des Hauses Chakri in offizieller Mission auftritt. Auch zu Beginn und zum Schluss des Programmes verschiedener Fernsehsender erklingt die Hymne, ebenso wie vor Beginn des Hauptfilms in allen thailändischen Kinos, wobei das Publikum sich zu erheben hat. Sie wird dann üblicherweise von Bildern aus dem Leben des langjährigen Königs Bhumibol Adulyadej (Rama IX.) begleitet. Auch wenn das Stehen während des Abspielens der Hymne nur eine gewohnheitsmäßige Praxis und keine gesetzliche Vorschrift ist, wurde im April 2008 ein Ermittlungsverfahren wegen Majestätsbeleidigung gegen zwei Sozialaktivisten eingeleitet, nachdem sie sich geweigert hatten, dies zu tun.